# Орищенко Юрій Андрійович
Юрій Андрійович Орищенко (? — 6 грудня 1941, Житомир) — діяч українського націоналістичного підпілля на теренах Радянського Союзу.

## Біографія
Про життя Юрія Орищенка відомо небагато. У радянські часи він працював у Житомирському кооперативному технікумі викладачем української мови та літератури. Після захоплення німецькою армією Житомира він два тижні обіймав посаду міського голови Житомиру, а потім очолив відкриту в нових умовах Житомирську технічну школу. Водночас він очолив місцевий провід ОУН (м). Під його керівництвом осередок організації швидко зріс та налічував кількасот членів. Радянський підпільник Н. Тинний у своїх доповідях вказував на нього як на «активного націоналіста».
За активну проукраїнську діяльність і публічне вшанування річниці трагедії Базару був страчений німецькими каральними органами разом з дружиною у грудні 1941 року.